# Die Einsamen (Paul Heyse)

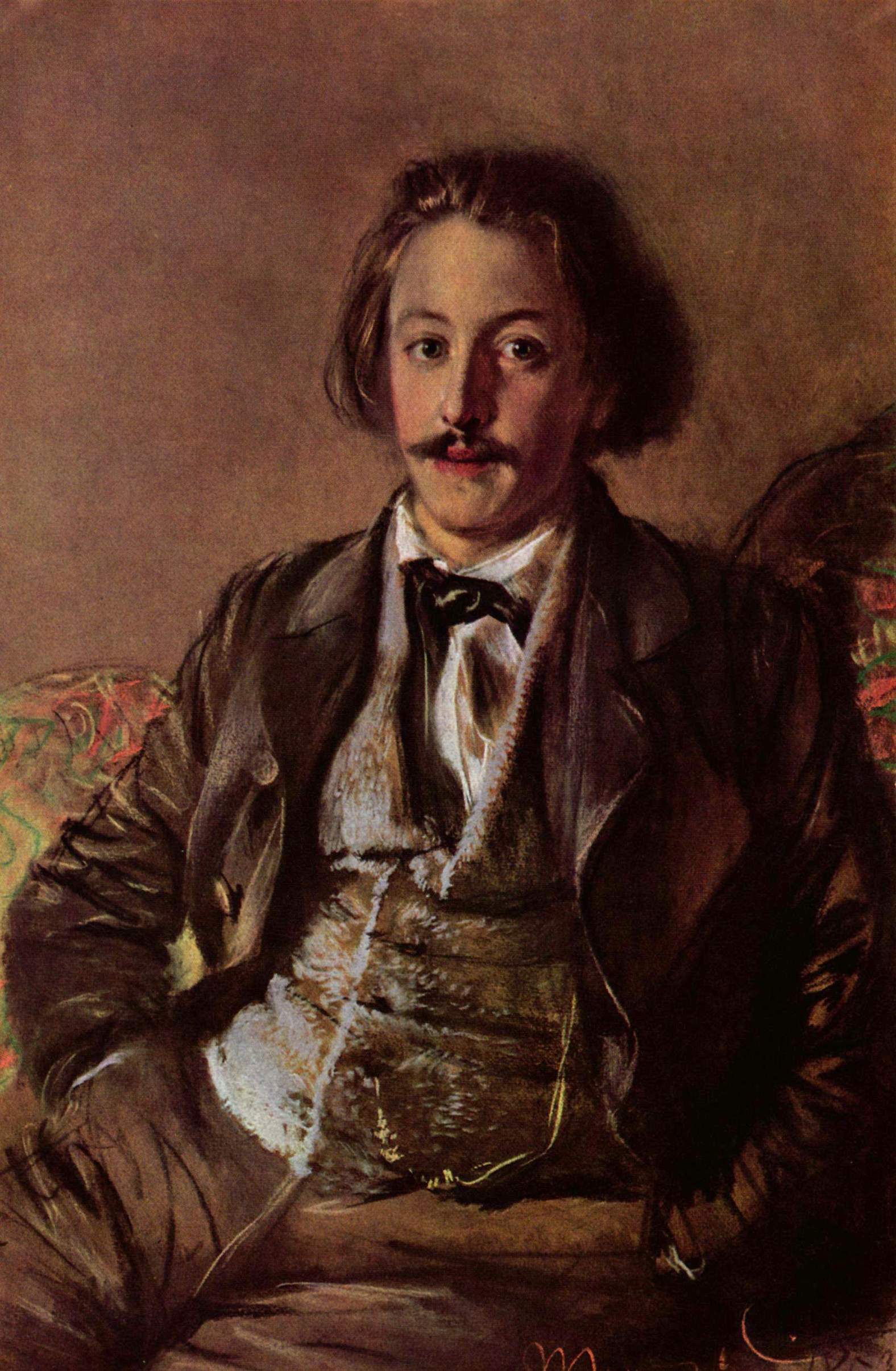
Paul Heyse auf einem Gemälde von Adolph Menzel anno 1853

Die Einsamen ist eine Novelle des deutschen Nobelpreisträgers für Literatur Paul Heyse aus dem Jahr 1857.
Die Novelle wurde ins  Italienische (I Solitarii, 1863), Französische (Les solitaires, 1864), Dänische (De Ensomme, 1873) und Polnische (Samotni, 1923) übertragen.

## Inhalt
Im Frühjahr auf dem Lande an der Sorrenter Küste: Tommaso, der um die 30-jährige Bruder der schönen Teresa, hat vor knapp vier Jahren die Wassermühle in der wilden Schlucht unterhalb von Deserta gekauft. Zuvor hatte Tommaso in Neapel sieben Fischer unter sich; war mit drei Booten hinausgefahren. Von dem Erlös hätte er sich gut und gerne ein Landgut kaufen können. Aber Tommaso wollte nach dem Bootsunfall, bei dem sein junger Freund Nino vor Puzzuoli während des Fischens ums Leben gekommen war, die Einsamkeit. Eigentlich war Nino, das Kind armer Fischer, zu Lebzeiten als Sänger aufgetreten.
Die Neapolitanerin Lucia, die junge Witwe von Ninos Onkel, hatte in Carotta zu tun und sucht bei der Gelegenheit Tommaso in der Mühle auf. Lucia vermisst Tommasos Antworten auf ihre Briefpost in den letzten vier Jahren. Tommaso gesteht, er habe alle Briefe ungelesen verbrannt. Lucia versteht das nicht. Dafür versteht Tommaso: Lucia will mit ihrem Besuch sagen, sie sei jetzt frei und niemand „stehe zwischen uns beiden“. Zu Lebzeiten von Ninos Onkel hätte Tommaso alle Frauen Neapels haben können, doch er hatte nur die verheiratete Lucia gewollt. Ein noch größeres Hindernis als der Onkel auf Tommasos Wege zu Lucia war Nino gewesen. Tommaso hatte Nino die Freundschaft aufkündigen wollen, weil Nino Lucias Schwelle bewacht und alle Annäherungsversuche Tommasos vereitelt hatte.
Lucia versteht immer noch nicht, weshalb sie und Tommaso kein Paar werden können. Da muss Tommaso heraus mit der Sprache. Während des Bootsunfalls, als Nino über Bord gegangen war, hatte der Ertrinkende die Hand aus dem Wasser gestreckt. Tommaso hatte nicht geholfen.
Lucia fährt von Carotta aus nach Neapel zurück. 

### Ausgaben
- Die Einsamen S. 83–121 in: Paul Heyse: Das Mädchen von Treppi. Italienische Liebesgeschichten. Mit einem Nachwort von Gotthard Erler. Illustrationen: Wolfgang Würfel. 512 Seiten. Buchverlag der Morgen, Berlin 1965

### Sekundärliteratur
- Werner Martin (Hrsg.): Paul Heyse. Eine Bibliographie seiner Werke. Mit einer Einführung von Prof. Dr. Norbert Miller. 187 Seiten. Georg Olms Verlag, Hildesheim 1978 (Schreibmaschinenschrift), ISBN 3-487-06573-8